# 高寒露珠草
高寒露珠草（学名：Circaea alpina sp. micrantha）为柳叶菜科露珠草属下的一个亚种。